# Pelsaert-Inseln
Die Pelsaert-Inseln (englisch Pelsaert Group) sind eine kleine Inselgruppe im Indischen Ozean, etwa 50 km vor der Küste Western Australias gelegen. Sie stellen die südlichste Gruppe im Houtman-Abrolhos-Archipel und zugleich das südlichste Korallenriff im Indischen Ozean dar.

## Geographie
Das Inselgebiet liegt etwa 10 km südöstlich der Easter Group, der zentralen Inselgruppe im Houtman-Abrolhos-Archipel, getrennt durch den Zeewijk Channel.

### Inseln
Zur Gruppe gehören, neben einer Vielzahl von Riff- und kleinster Felsformationen, u. a. folgende Inseln:
| |                               |           |
| \| Inselname \| Koordinaten \| Fläche m² \| \| --------------------- \| ----------------------------- \| --------- \| \| 1 Island \| 28° 54′ 31″ S, 113° 53′ 1″ O \| 17.661 \| \| 2 Island \| 28° 54′ 31″ S, 113° 52′ 46″ O \| 3.207 \| \| 3 Island \| 28° 54′ 22″ S, 113° 52′ 21″ O \| 17.166 \| \| 7 Island \| 28° 54′ 20″ S, 113° 51′ 27″ O \| 4.419 \| \| 8 Island \| 28° 53′ 54″ S, 113° 51′ 42″ O \| 6.154 \| \| Arthur Island \| 28° 53′ 49″ S, 114° 0′ 16″ O \| 5.671 \| \| Basile Island \| 28° 52′ 30″ S, 113° 57′ 46″ O \| 10.554 \| \| Burnett Island \| 28° 52′ 17″ S, 113° 57′ 54″ O \| 23.782 \| \| Burton Island \| 28° 51′ 55″ S, 113° 59′ 12″ O \| 12.731 \| \| Coronation Island \| 28° 52′ 10″ S, 113° 59′ 14″ O \| 28.529 \| \| Davis Island \| 28° 54′ 50″ S, 113° 52′ 39″ O \| 18.080 \| \| Diver Island \| 28° 51′ 58″ S, 113° 58′ 28″ O \| 2.298 \| \| Foale Island \| 28° 52′ 41″ S, 114° 0′ 18″ O \| 970 \| \| Gaze Island \| 28° 51′ 46″ S, 113° 59′ 29″ O \| 7.031 \| \| Gregory Island \| 28° 53′ 51″ S, 114° 0′ 22″ O \| 8.492 \| \| Gun Island \| 28° 53′ 11″ S, 113° 51′ 35″ O \| 190.591 \| \| Hummock Island \| 28° 48′ 0″ S, 114° 2′ 24″ O \| 28.562 \| \| Iris Refuge Island \| 28° 52′ 46″ S, 114° 0′ 14″ O \| 1.082 \| \| Jackson Island \| 28° 52′ 15″ S, 114° 0′ 4″ O \| 17.415 \| \| Jon Jim Island \| 28° 59′ 12″ S, 113° 57′ 41″ O \| 3.857 \| \| Lagoon Island \| 28° 52′ 18″ S, 113° 59′ 46″ O \| 5.831 \| \| Little Jackson Island \| 28° 52′ 20″ S, 114° 0′ 14″ O \| 12.000 \| \| Middle Island \| 28° 54′ 28″ S, 113° 54′ 44″ O \| 217.585 \| \| Murray Island \| 28° 53′ 50″ S, 113° 53′ 53″ O \| 43.236 \| \| Newbold Island \| 28° 52′ 51″ S, 114° 0′ 18″ O \| 718 \| \| Newman Island \| 28° 51′ 49″ S, 113° 59′ 49″ O \| 64.417 \| \| Nook Island \| 28° 51′ 54″ S, 114° 0′ 4″ O \| 1.516 \| \| Pelsaert Island \| 28° 57′ 43″ S, 113° 57′ 37″ O \| 1.556.278 \| \| Post Office Island \| 28° 51′ 53″ S, 113° 58′ 36″ O \| 70.016 \| \| Robertson Island \| 28° 52′ 54″ S, 114° 0′ 18″ O \| 4.039 \| \| Rotondella Island \| 28° 52′ 17″ S, 113° 59′ 51″ O \| 881 \| \| Sid Liddon Island \| 28° 54′ 38″ S, 113° 51′ 55″ O \| 8.812 \| \| Square Island \| 28° 54′ 2″ S, 113° 56′ 45″ O \| 7.584 \| \| Stick Island \| 28° 53′ 20″ S, 113° 55′ 18″ O \| 24.231 \| \| Sweet Island \| 28° 54′ 59″ S, 113° 52′ 26″ O \| 21.454 \| \| Uncle Margie Island \| 28° 52′ 2″ S, 113° 58′ 6″ O \| 15.501 \| |                               |           |
| Inselname | Koordinaten                   | Fläche m² |
| 1 Island | 28° 54′ 31″ S, 113° 53′ 1″ O  | 17.661    |
| 2 Island | 28° 54′ 31″ S, 113° 52′ 46″ O | 3.207     |
| 3 Island | 28° 54′ 22″ S, 113° 52′ 21″ O | 17.166    |
| 7 Island | 28° 54′ 20″ S, 113° 51′ 27″ O | 4.419     |
| 8 Island | 28° 53′ 54″ S, 113° 51′ 42″ O | 6.154     |
| Arthur Island | 28° 53′ 49″ S, 114° 0′ 16″ O  | 5.671     |
| Basile Island | 28° 52′ 30″ S, 113° 57′ 46″ O | 10.554    |
| Burnett Island | 28° 52′ 17″ S, 113° 57′ 54″ O | 23.782    |
| Burton Island | 28° 51′ 55″ S, 113° 59′ 12″ O | 12.731    |
| Coronation Island | 28° 52′ 10″ S, 113° 59′ 14″ O | 28.529    |
| Davis Island | 28° 54′ 50″ S, 113° 52′ 39″ O | 18.080    |
| Diver Island | 28° 51′ 58″ S, 113° 58′ 28″ O | 2.298     |
| Foale Island | 28° 52′ 41″ S, 114° 0′ 18″ O  | 970       |
| Gaze Island | 28° 51′ 46″ S, 113° 59′ 29″ O | 7.031     |
| Gregory Island | 28° 53′ 51″ S, 114° 0′ 22″ O  | 8.492     |
| Gun Island | 28° 53′ 11″ S, 113° 51′ 35″ O | 190.591   |
| Hummock Island | 28° 48′ 0″ S, 114° 2′ 24″ O   | 28.562    |
| Iris Refuge Island | 28° 52′ 46″ S, 114° 0′ 14″ O  | 1.082     |
| Jackson Island | 28° 52′ 15″ S, 114° 0′ 4″ O   | 17.415    |
| Jon Jim Island | 28° 59′ 12″ S, 113° 57′ 41″ O | 3.857     |
| Lagoon Island | 28° 52′ 18″ S, 113° 59′ 46″ O | 5.831     |
| Little Jackson Island | 28° 52′ 20″ S, 114° 0′ 14″ O  | 12.000    |
| Middle Island | 28° 54′ 28″ S, 113° 54′ 44″ O | 217.585   |
| Murray Island | 28° 53′ 50″ S, 113° 53′ 53″ O | 43.236    |
| Newbold Island | 28° 52′ 51″ S, 114° 0′ 18″ O  | 718       |
| Newman Island | 28° 51′ 49″ S, 113° 59′ 49″ O | 64.417    |
| Nook Island | 28° 51′ 54″ S, 114° 0′ 4″ O   | 1.516     |
| Pelsaert Island | 28° 57′ 43″ S, 113° 57′ 37″ O | 1.556.278 |
| Post Office Island | 28° 51′ 53″ S, 113° 58′ 36″ O | 70.016    |
| Robertson Island | 28° 52′ 54″ S, 114° 0′ 18″ O  | 4.039     |
| Rotondella Island | 28° 52′ 17″ S, 113° 59′ 51″ O | 881       |
| Sid Liddon Island | 28° 54′ 38″ S, 113° 51′ 55″ O | 8.812     |
| Square Island | 28° 54′ 2″ S, 113° 56′ 45″ O  | 7.584     |
| Stick Island | 28° 53′ 20″ S, 113° 55′ 18″ O | 24.231    |
| Sweet Island | 28° 54′ 59″ S, 113° 52′ 26″ O | 21.454    |
| Uncle Margie Island | 28° 52′ 2″ S, 113° 58′ 6″ O   | 15.501    |

### Untergruppen
Einige der Inseln im Nordosten bilden die Untergruppe Mangrove Group, darunter Newman Island und Post Office Island.
Andere im Westen gelegene Inseln bilden die Untergruppe der Numbered Islands (wörtlich Nummerierte Inseln), darunter 1 Island, 2 Island, 3 Island, 7 Island und 8 Island.

## Geschichte
Der Name der Inselgruppe (sowie der Hauptinsel Pelsaert Island), welche schon Ende des 16. Jahrhunderts entdeckt war, wurde zu Ehren von François Pelsaert, dem Kommandanten des 1629 vor den 10 km nördlich gelegenen Riffen der Wallabi-Inseln versunkenen niederländischen Handelsschiffs Batavia festgelegt. Nach der Strandung der Batavia segelte Pelsaert mit wenigen Seeleuten in einem einfachen Rettungsboot bis nach Jakarta und kehrte später zur Unglücksstelle zurück, um die Überlebenden der Havarie zu retten. Aufgrund einer zwischenzeitlichen blutigen Meuterei fand er allerdings nur noch wenige Überlebende vor.
Am 9. Juni 1727 strandete im Half Moon Reef der Pelsaert-Inseln ein weiteres niederländischen Handelsschiff, die „Zeewijk“ mit 208 Mann Besatzung. Überlebende der Havarie konnten sich auf Gun Island retten und 82 von ihnen erreichten mit einem selbst gebauten Boot („Sloepie“) am 30. April 1728 den ursprünglichen Zielhafen Batavia.

## Nutzung
Alle Inseln sind heute – mangels Trinkwasserquellen – unbewohnt. Sie dürfen zum Schutz der Fauna und Flora nur mit besonderer Genehmigung betreten werden.